# 마이 캡틴 김대출
"마이 캡틴 김대출"은 2006년에 개봉한 대한민국의 영화이다.

## 캐스팅
- 정재영 : 대출 역
- 장서희 : 애란 역
- 남지현 : 지민 역
- 김수호 : 병오 역
- 이도경 : 할배 역
- 이기영 : 노 형사 역
- 손병욱 : 강구 역
- 박상규 : 단장 역
- 어주선 : 골프장 관리 역
- 김재만 : 담임 역
- 배진만 : 구조대장 역
- 임형태 : 골동품 주인 역
- 권오진 : 골동품 사내들 역
- 홍석연 : 천마총 관리 역
- 이정우 : 서커스 단원 광현 역
- 이영석 : 개장수 역
- 임철형 : 의사 역
- 박병철 : 포크레인 기사 역
- 이동수 : 대출 부 (목소리) 역
- 이재희 : 어린 대출 (목소리) 역
- 이희도 : 문화재 위원 역 (특별출연)
- 양중경 : 대사 역 (특별출연)
- 쩌우 쩌우 : 서커스단 꼬마 역 (특별출연)
- 야찡 : 애란 대역 역 (특별출연)
- 우영재 : 울산MBC기자 역 (특별출연)
- 조창재 : 울산MBC기자 역 (특별출연)
- 김능완 : 카메라 취재부 역 (특별출연)
- 오현덕 : 카메라 취재부 역 (특별출연)
- 신종우 : 대전 문화재청 역 (특별출연)